# Gluema
Gluema là một chi thực vật thuộc họ Sapotaceae. Chi này có các loài sau (tuy nhiên danh sách này có thể chưa đủ):
- Gluema ivorensis, Aubrév. & Pellegr.